# 24249 Bobbiolson
24249 Bobbiolson este un asteroid din centura principală de asteroizi.

## Descriere
24249 Bobbiolson este un asteroid din centura principală de asteroizi. A fost descoperit pe 4 decembrie 1999 în cadrul proiectului CSS. Asteroidul prezintă o orbită caracterizată de o semiaxă mare de 2,40 ua, o excentricitate de 0,22 și o înclinație de 3,3° în raport cu ecliptica.